# Айше-султан (дочь Мустафы II)
Айше́-султа́н (тур. Ayşe Sultan; осман. عائشہ سلطان‎; 30 апреля 1696, Эдирне — 26 сентября 1752, Стамбул) — дочь османского султана Мустафы II и сестра султанов Махмуда I и Османа III. Супруга великого визиря Нумана-паши.

## Биография

### Ранние годы
Айше-султан была дочерью султана Мустафы II, имя её матери нигде не называется. Дата её рождения в источниках указывается, как 30 апреля 1696 года. 
В 1703 году, когда Айше-султан было 7 лет, было организовано её обручение с Нуманом-пашой, который в то время занимал должность губернатора Белграда. Церемония помолвки состоялась одновременно с обручением двух её сестёр Сафие-султан и Эмине-султан, которые были ровесницами Айше-султан.

### Взрослая жизнь
Весной 1708 года Айше-султан вышла замуж за Нумана-пашу. В честь предстоящей свадьбы Айше-султан получила приданое в размере которого составил 20 000 золотых, в которое также входили подарки её жениха, среди которых были драгоценности и украшения. Свадебная процессия, которую возглавляли высшие сановники, отправилась во дворец Зейрек, который был отведён для молодожёнов. Дворец располагался к северо-западу от  акведука Валента. Высшие сановники добрались только до дворца великого визиря, а Айше-султан и часть остальной процессии отправились во дворец Зейрек, в который также было отправлено приданое невесты. 
В июне 1710 года её супруг был назначен на должность великого визиря, которым оставался в течение двух месяцев. После отстранения с поста великого визиря Нуман-паша служил бейлербеем и санджак-беем во многих провинциях. Айше-султан овдовела в 1719 году, и спустя год она вышла замуж за Тезкиречи Ибрагима-пашу, который ранее был оруженосцем султана. Этот брак продолжался два года и она во второй раз овдовела в 1722 году. 
Третьим мужем для Айше-султан стал Коджа Мустафа-паша, брак с которым был заключён в 1725 году. Этот брак продлился три года и в 1728 году Айше-султан овдовела в третий раз.

### Последние годы
Все три брака для Айше-султан были бездетными и после смерти третьего мужа она больше не выходила замуж, прожив вдовой 24 года. Айше-султан скончалась 26 сентября 1752 года в Стамбуле в возрасте 56 лет; она была похоронена в тюрбе Новой мечети.